# EPCAM
EPCAM (англ. Epithelial cell adhesion molecule) – білок, який кодується однойменним геном, розташованим у людей на короткому плечі 2-ї хромосоми.  Довжина поліпептидного ланцюга білка становить 314 амінокислот, а молекулярна маса — 34 932.
| 10         |  | 20         |  | 30         |  | 40         |  | 50         |
| ---------- |  | ---------- |  | ---------- |  | ---------- |  | ---------- |
| MAPPQVLAFG |  | LLLAAATATF |  | AAAQEECVCE |  | NYKLAVNCFV |  | NNNRQCQCTS |
| VGAQNTVICS |  | KLAAKCLVMK |  | AEMNGSKLGR |  | RAKPEGALQN |  | NDGLYDPDCD |
| ESGLFKAKQC |  | NGTSMCWCVN |  | TAGVRRTDKD |  | TEITCSERVR |  | TYWIIIELKH |
| KAREKPYDSK |  | SLRTALQKEI |  | TTRYQLDPKF |  | ITSILYENNV |  | ITIDLVQNSS |
| QKTQNDVDIA |  | DVAYYFEKDV |  | KGESLFHSKK |  | MDLTVNGEQL |  | DLDPGQTLIY |
| YVDEKAPEFS |  | MQGLKAGVIA |  | VIVVVVIAVV |  | AGIVVLVISR |  | KKRMAKYEKA |
| EIKEMGEMHR |  | ELNA       |  |            |  |            |  |            |

A: Аланін

C: Цистеїн

D: Аспарагінова кислота

E: Глутамінова кислота

F: Фенілаланін

G: Гліцин

H: Гістидин

I: Ізолейцин

K: Лізин

L: Лейцин

M: Метіонін

N: Аспарагін

P: Пролін

Q: Глутамін

R: Аргінін

S: Серин

T: Треонін

V: Валін

W: Триптофан

Задіяний у такому біологічному процесі як поліморфізм. 
Локалізований у клітинній мембрані, мембрані, клітинних контактах, щільних контактах.